# Silvio Horta
Silvio Horta (Miami, Florida, 1974. augusztus 14. – Miami, Florida, 2020. január 7.) amerikai forgatókönyvíró.

## Életútja
Miamiban született kubai származású családba. Már középiskolás korában kitűnt előadói és forgatókönyvírói képességeivel. 1992-ben érettségizett, majd a New York Egyetem Tisch School of the Arts filmes oktatásán vett részt.
2020. január 7-én öngyilkos lett egy miami hotelben.

## Filmjei
- Rémségek könyve (Urban Legend) (1998)
- The Furies (1999, rövidfilm)
- Rémségek könyve 2: A végső vágás (Urban Legends: Final Cut) (2000, karakterek)
- The Chronicle (2001–2002, tv-sorozat, executive producer is, négy epizód)
- Jake 2.0 - A tökéletes ügynök (Jake 2.0) (2003–2004, tv-sorozat, hét epizód, executive producer, 16 epizód)
- Ki ez a lány? (Ugly Betty) (2006–2010, tv-sorozat, executive producer is, 85 epizód)
- Horror Movie: The Movie (2012, rövidfilm, karakterek)
- The Curse of the Fuentes Women (2015, tv-film, executive producer is)